# Salinguerra III Torelli

Stemma Torelli

Salinguerra III Torelli (Ferrara, ... – post 1310) è stato un condottiero e politico italiano.

## Biografia
Era figlio di Giacomo (?-1245) detto "Torello" e di Maria Morosini.
Di fede ghibellina, fuoruscito come il padre da Ferrara dominata dagli Estensi, nel 1301 venne nominato capitano generale dei bolognesi, intenti a contrastare il dominio degli Este su Bologna. Quando la città si riconcigliò con Azzo VIII d'Este, Salinguerra cercò l'appoggio di Francesco, fratello di Azzo, desideroso di rientrare in Ferrara. 
Alla morte di Azzo nel 1308, il suo figlio naturale Fresco occupò Ferrara rivendicandone la signoria. Francesco si rivolse a papa Clemente V che, desideroso di riappropriarsi della città, mandò suoi uomini ad occuparla. Fresco cedette la città ai veneziani e Francesco venne abbandonato. Iniziò così per Ferrara un breve periodo di dominazione da parte dello Stato Pontificio. Nel 1309, mentre il legato pontificio Arnaud de Pellegrue si spostò a Bologna, Salinguerra, supportato da molti rivoltosi ghibellini ferraresi che appiccarono le case degli Estensi, si proclamò signore di Ferrara. Il legato radunò le sue milizie e marciò su Ferrara. Sconfitto, il Torelli dovette ritirarsi. Dopo un nuovo fallimentare tentativo di riprendersi la città nel 1310, di lui non si ebbero più notizie.

## Discendenza
Salinguerra sposò Giovanna Pallavicino, figlia di Oberto II Pallavicino ed ebbero sei figli:
- Giovanni
- Anna
- Bartolomeo
- Alberto detto "Botacino" (?-1309)
- Tommaso (?-1338)
- Giacomo